# 昌北机场站 (地铁)
昌北机场站位于中华人民共和国江西省南昌市新建区南昌昌北国际机场停车场东侧，规划3号航站楼及昌九客专昌北机场站西侧，是南昌地铁1号线的地铁车站。

## 车站结构

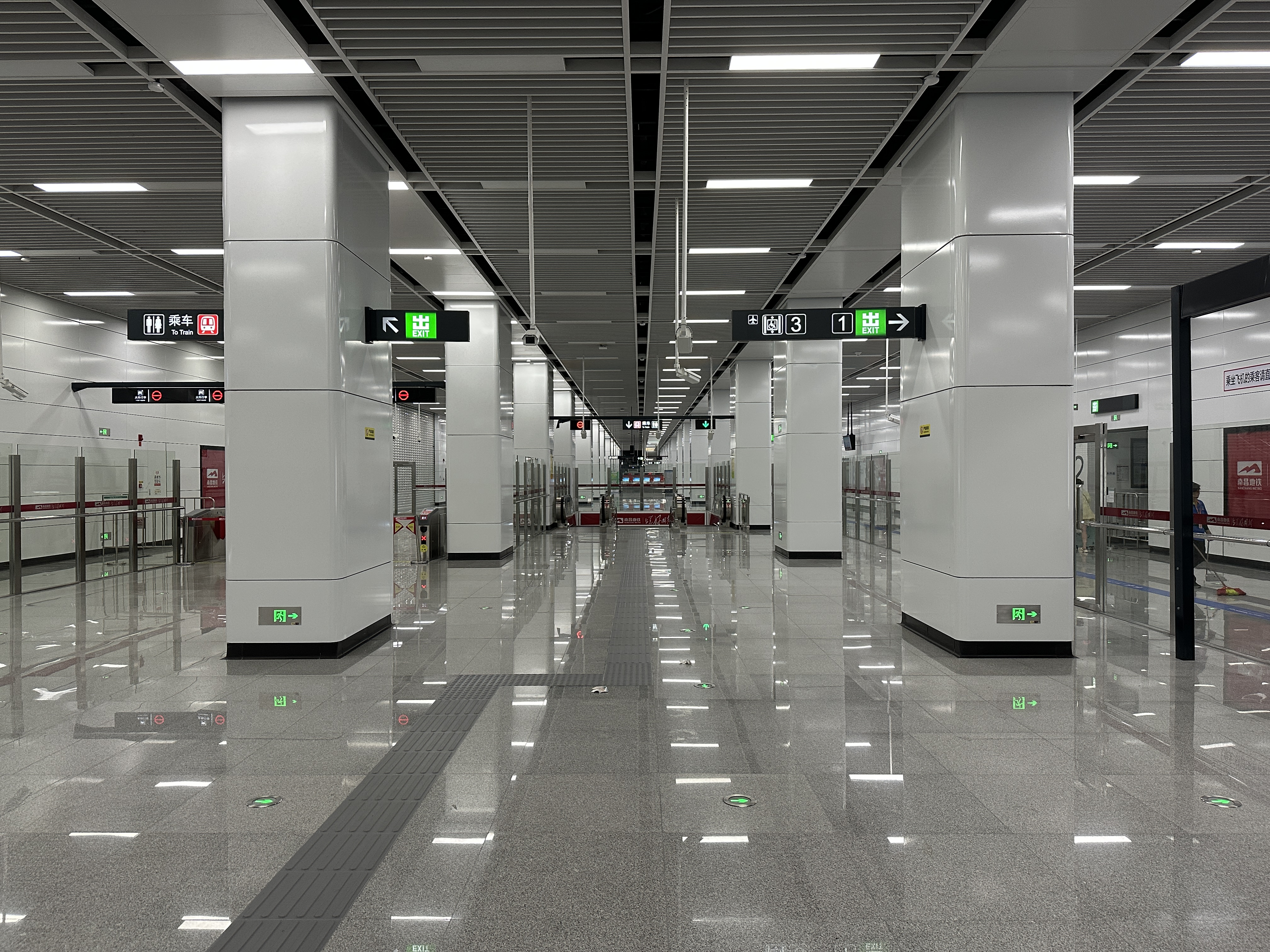
站厅

昌北机场站为地下二层岛式站台车站，车站总长652.1米，站厅层标准宽度22.05米，站台宽度14米，共设3个出入口、2个安全出口；车站总建筑面积为30957平方米。
南昌昌北国际机场T3航站楼西侧，机场内环形匝道的东侧，与高铁站平行并线布局，通过地下通道无缝衔接航站楼，地铁站部分总长 653.7米。车站南侧轨道间设有一条单渡线供站前折返运营使用，北侧轨道部分设两条存车线并有一组交叉渡线和两条单渡线，供夜间停车和站后返使用。
车站北机场总规修编对轨道交通1号线作出通道预留以便1号线延申。

### 楼层
| 1层  | 地面               | 出入口                     |  |  |
| -1层 | 站厅               | 自动售票机、客服中心       |  |  |
| -2层 |                    | █ 1号线 终点站 下客站台    |  |  |
|      | 岛式站台，左侧开门 |                            |  |  |
|      |                    | █ 1号线 往麻丘（汇贤大道） |  |  |

### 出入口
昌北机场站目前开放2个出入口，地铁方面建议乘客从1号出口出站去往机场。由于车站设置在规划3号航站楼附近，因此距离现有的1号、2号航站楼有一定距离，机场方面兴建了风雨连廊连接车站1号出口与2号航站楼。
| 编号                   | 指示             | 图片 | 建议前往的目的地               |
| ---------------------- | ---------------- | ---- | ------------------------------ |
| 出口 · 1L · 升降机标志 | 南昌昌北国际机场 |      | 南昌昌北国际机场1号、2号航站楼 |
| 出口 · 2L              | （暂未启用）     |      |                                |
| 出口 · 3L              | 东一路           |      | 东二路、南一东路               |
| 註： 設有              |                  |      |                                |

## 历史
2024年8月27日，车站封顶。
2025年6月28日，车站随1号线北延线开通而启用。